# Pola Uddin, Baroness Uddin

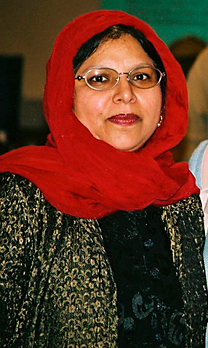
Pola Uddin, Baroness Uddin (2003)

Manzila Pola Uddin, Baroness Uddin (bengalisch: মানযিলা পলা উদ্দিন; Manzila Pôla Uddin; * 17. Juli 1959 in Rajshahi, Bangladesch) ist eine britische Politikerin (ehemals Labour Party).

## Leben und Karriere
Uddin wurde in Bangladesch geboren. Sie zog mit ihren Eltern 1973, als sie 13 Jahre alt war, nach Großbritannien und wuchs im Londoner Eastend auf. Sie besuchte die Plashet School in East Ham und studierte an der University of North London, wo sie mit einem Diplom in Sozialarbeit abschloss. Uddin begann ihre Berufslaufbahn in den späten 1970er Jahren mit der Gründung und Leitung von Arbeitsgruppen im Bereich der Gemeindearbeit.
1980 begann sie als Jugend- und Gemeindearbeiterin beim YWCA und später als Verbindungsbeamtin (Liaison Officer) für Tower Hamlets Social Services (1992 bis 2000) und Manager des Tower Hamlets Women's Health Project. Von 1982 bis 1988 war sie Projektmanagerin für Women's Projects. Sie begann 1988 für Newham Social Services zu arbeiten. 1990 wurde sie im Stadtbezirk London Borough of Tower Hamlets zum Ratsmitglied (Councillor) für die Labour Party gewählt, als erste Frau aus Bangladesch, die eine solche Position in der britischen Kommunalpolitik innehatte. Sie blieb zwei Jahre im Amt. Sie war im Council von 1993 bis 1994 stellvertretende Vorsitzende (Deputy Leader) der Labour Group und von 1994 bis 1995 stellvertretende Ratsvorsitzende (Deputy Leader Council). 1997 kandidierte sie für die Shortlist des Wahlkreises Bethnal Green and Bow, verfehlte diese aber.
Sie wurde 2008 Projektmanagerin bei der Wohltätigkeitsorganisation Addaction. Von 2008 bis 2009 war sie Vorsitzende (Chair) der Government Taskforce on Black, Asian and Minority Ethnic (BAME) Women.

## Mitgliedschaft im House of Lords
Am 18. Juli 1998 wurde sie zum Life Peer als Baroness Uddin, of Bethnal Green in the London Borough of Tower Hamlets, ernannt. Bei ihrer Vereidigung wählte sie die Formel mit der Bekräftigung „by Almighty Allah“. Ihre Antrittsrede hielt sie am 13. Oktober 1998.
Als ihre politischen Interessen gibt sie Frauenpolitik, Internationale Angelegenheiten, Menschenrechte und Gleichstellung von Frauen und Männern an. Als Staat von Interesse nennt sie Bangladesch. Sie war zum Zeitpunkt ihrer Berufung ins House of Lords dort die jüngste Frau und die einzige muslimische und aus Bangladesch stammende Frau. Sie wurde insbesondere wegen ihrer Verdienste für die Förderung und Gleichberechtigung von Frauen und wegen ihres Einsatzes für die Rechte von Behinderten ins Oberhaus berufen.
Seit ihrem Eintritt ins House of Lords unterstützte sie zahlreiche Initiativen, vor allem in Zusammenarbeit mit Ministerien. Sie war Mitglied des Lords European Community Committee, der All-Party Children, Women and Disablement Group, der Inter-Parliamentary Union und der Commonwealth Parliamentary Association. Sie hat national und international einen Ruf als Vorkämpferin für gleiche Rechte von Frauen, inklusive auch für die Menschenrechte.
Uddin setzte sich für ein höheres Bildungsniveau von asiatischen Frauen ein: Sie gründete 1999 das erste Bildungs- und Trainingszentrum für asiatische Frauen in Großbritannien, das Jagonari Centre, mit Sitz in Whitechapel, East London. Sie ist Mitglied des EOP Implementation Committee und ist Mitglied des Treuhandrates (Trustee) des St Katherine's and Shadwell Trust.
2005 wurde sie von Tony Blair als Teil einer Arbeitsgruppe ausgewählt, die islamistischen Extremismus bekämpfen sollte. Nichtsdestotrotz war Uddin im August 2006 Unterzeichnerin eines offenen Briefes an Blair, der die britische Außenpolitik, insbesondere die Haltung der Regierung zum Mittleren Osten, kritisierte. Es war ein offener Brief, in dem die Haltung der Regierung zum Mittleren Osten kritisiert wurde. Dieser wurde von drei muslimischen Abgeordneten des Unterhauses, zu denen auch Sadiq Khan und Mohammed Sarwar gehörten, drei Peers und achtunddreißig Bevölkerungsgruppen unterstützt. Der Brief wurde von dem damaligen Staatsminister im britischen Außenministerium Kim Howells kritisiert, der muslimische Führungspersönlichkeiten für ihre Haltung, die britische Außenpolitik zu verurteilen, kritisierte.
2009 wurde sie als weiblicher Peer des Jahres (Female Peer of the Year) bei den Women In Public Life Awards nominiert, gewann jedoch nicht.
Uddin nahm bis zu ihrer Suspendierung regelmäßig an Sitzungen des House of Lords teil. Ihre Anwesenheitszahlen lagen seit 2001 konstant im oberen Bereich.

## Spesenskandal
Einem Bericht der Zeitung The Sunday Times vom Mai 2009 zufolge, gab Uddin an, dass eine Wohnung in Maidstone, Kent ihr Hauptwohnsitz sei. Daher bezog sie seit 2005 jährlich £30,000 steuerfreie Aufwandsentschädigungen. Diese Angabe zum Hauptwohnsitz soll ihr erlaubt haben, eine Aufwandsentschädigung auch für ihren Zweitwohnsitz, ihr Londoner Anwesen, geltend zu machen. Nachbarn in Maidstone berichteten, dass sie seit dem Kauf durch Uddin keine Bewohner gesehen haben und dass das Anwesen komplett unmöbliert sei. Uddin dagegen gab an: „Die Maidstone-Wohnung ist möbliert und ich weise aufs Stärkste zurück, dass ich niemals dort gelebt haben soll.“ Uddin war im Wählerregister seit 1996 unter ihrer Londoner Adresse verzeichnet. Außerdem gibt Uddins Facebook-Profil an, dass sie im Londoner East End seit über 30 Jahren gelebt habe.
Der Abgeordnete der Scottish National Party Angus Robertson rief aufgrund des Berichtes zu einer Untersuchung durch die verantwortlichen Stellen im House of Lords und der Polizei auf. Am 5. Mai 2009 gab der Clerk of the Parliaments bekannt, dass zuständige Stellen des House of Lords den Bericht der Zeitung Sunday Times untersuchen. Uddin begrüßte die Untersuchung: „Ich begrüße diese Untersuchung und werde voll und ganz kooperieren, in der Hoffnung nach einer schnellen Lösung und Klarheit darüber, dass ich nicht die Regeln des Hauses verletzt habe.“ Uddin sagte: „Ich glaube nicht, dass ich etwas Falsches getan habe oder irgendwelche Regeln des House of Lords gebrochen habe“. Sie gab an: „Ich weise energisch zurück, dass ich hier niemals gelebt habe. In der Tat war ich seit dem Kauf regelmäßig hier.“ Uddin gab an, dass ihr Hauptwohnsitz seit 2001 außerhalb von London liege und erhielt infolge £83,000 an Aufwandsentschädigungen. Trotz wiederholter Fragen lehnte sie es ab, den Ort oder Details ihres Hauptwohnsitzes zwischen 2001 und 2005 anzugeben. Laut Eintrag im Grundbuch hatte Uddin im September 2005 die Zweizimmerwohnung im Zentrum von Maidstone gekauft. 
Nachbarn von Uddins Zweitwohnung in Wapping bestanden allerdings darauf, dass sie sie täglich kommen und gehen gesehen hätten und dass sie bei der Gemeinschaft der Bangladeschi als „Auntie“ bekannt sei. Uddins Haus in Wapping, wo sie lebt und als wahlberechtigt registriert ist, gehört einer gemeinnützigen Wohnungsbaugenossenschaft (Housing Association). 
Am 23. November 2009 wurde Uddins Fall der Polizei für eine mögliche Strafverfolgung wegen Betrugs übergeben. Die Zeitung Daily Telegraph berichtete später, dass sie sich weigerte, bei der Polizeiuntersuchung zu kooperieren und die Beantwortung von Fragen ablehnte.
Im Januar 2010 berichtete die Zeitung The Times, dass das Anwesen in dem Zeitraum, für den sie Aufwandsentschädigungen geltend gemacht hatte, im Besitz ihres Bruders und seiner Familie gewesen sei und von ihm bewohnt werde. Uddins Schwägerin gab an, dass sie sich nicht erinnern könne, dass Uddin jemals dort gelebt habe. Uddin beanspruchte außerdem eine der höchsten Aufwandsentschädigungen für Übernachtungen von den Mitgliedern des House of Lords.
Am 10. März 2010 gab der Crown Prosecution Service bekannt, dass gegen Uddin keine Anklage erhoben werde, da ein hochrangiger Vertreter des Parlaments entschieden hatte, dass der Hauptwohnsitz eines Peers auch ein Ort sein könne, an dem dieser sich nur einmal im Monat aufhalte. Es gab keine Anzeichen dafür, dass die Entschädigungen zurückgezahlt würden. Am 18. Oktober 2010 entschied das Privileges and Conduct Committee des House of Lords, dass Uddin „bösgläubig gehandelt habe“ und empfahl, dass sie £125,349 zurückzahlen und bis Ostern 2012 vom Parlament suspendiert werden soll. Am 21. Oktober 2010 stimmte das House of Lords für die Empfehlungen des Ausschusses.
Die Labour-Fraktion suspendierte im Oktober 2010 ihre Mitgliedschaft; seitdem wird sie im House of Lords als Unabhängige (Independent) geführt. Im November 2011 wurde in den Medien berichtet, dass Uddin möglicherweise ab 2012 wieder ins House of Lords zurückkehren könne, ohne zu Unrecht geltend gemachte Aufwandsentschädigungen zurückerstattet zu haben.
Weitere Aufwandsentschädigungen, die von Uddin beansprucht wurden, wurden später bekannt, als die Zeitung The Sunday Times enthüllte, dass sie eine Villa in Bangladesch besitze. Diese wurde aus italienischem Marmor erbaut beschrieben, mit Fliesen, Mosaiken und mit einem Balkon. Eine Untersuchung diesbezüglich wurde eingeleitet. Die Villa wurde vermutlich gebaut, nachdem Uddin 1998 Life Peer geworden war und kostete £140,000, welches von ihrem Ehemann Kumar organisiert wurde: Das Anwesen liegt in Jawa Bazar in Chhatak, wo viele Verwandte ihres Mannes herkommen. Uddin gibt an, dass das Land von der Familie ihres Mannes gekauft wurde, und zwar 1980 von Kumars Vater.

## Familie
Sie ist mit  Komar Uddin verheiratet, seine Familie stammt ursprünglich aus Chhatak, Sunamganj in Sylhet. Zusammen haben sie vier Söhne und eine Tochter. Uddin lebt mit ihrer Familie in einem Haus der Housing Association in Wapping im Stadtteil Tower Hamlets, gab aber auch an, in Maidstone, Kent zu leben.